# 科拉代河兔鮡
科拉代河兔鮡，為輻鰭魚綱鯰形目骨鮡科的其中一種，為熱帶淡水魚類，分布於亞洲印度科拉代河流域，體長可達6.6公分，棲息在底層水域，生活習性不明。